# Motorola 220 2000
Motorola 220 2000 var ett race som den fjortonde deltävlingen i CART World Series 2000. Tävlingen kördes den 20 augusti på Road America i Wisconsin.

## Tävlingen
Paul Tracy hade startat säsongen bäst av alla, men därefter tappat nästan allt, och bara tagit en pallplats sedan den första fjärdedelen av säsongen. På Road America hittade han dock tillbaka till formen, och tog en klar seger. Med detta grep Tracy sitt sista halmstrå för att vara kvar i mästerskapskampen, vilket även övriga pallplacerade förare Adrián Fernández och Kenny Bräck gjorde. Roberto Moreno tog in på mästerskapsledande Michael Andretti, genom att ta en fjärdeplats mot Andrettis nollpoängare beroende på ett tekniskt fel, som lämnade honom som 19:e förare. Inte heller Gil de Ferran, hade en lyckad dag, utan blev sist på grund av ett haveri redan i början av racet.

## Slutresultat
| Plats | Förare               | Team                     | Grid | Kvaltid  |
| ----- | -------------------- | ------------------------ | ---- | -------- |
| 1     | Paul Tracy           | Team KOOL Green          | 7    | 1.40,682 |
| 2     | Adrián Fernández     | Patrick Racing           | 5    | 1.40,581 |
| 3     | Kenny Bräck          | Team Rahal               | 9    | 1.40,977 |
| 4     | Roberto Moreno       | Patrick Racing           | 11   | 1.41,071 |
| 5     | Jimmy Vasser         | Chip Ganassi Racing      | 16   | 1.41,713 |
| 6     | Memo Gidley          | Della Penna Motorsports  | 18   | 1.41,950 |
| 7     | Max Papis            | Team Rahal               | 15   | 1.41,458 |
| 8     | Tony Kanaan          | Mo Nunn Racing           | 17   | 1.41,816 |
| 9     | Hélio Castroneves    | Marlboro Team Penske     | 6    | 1.40,610 |
| 10    | Oriol Servià         | PPI Motorsports          | 14   | 1.41,280 |
| 11    | Mark Blundell        | PacWest Racing           | 20   | 1.42,336 |
| 12    | Dario Franchitti     | Team KOOL Green          | 1    | 1.39,866 |
| 13    | Cristiano da Matta   | PPI Motorsports          | 13   | 1.41,161 |
| 14    | Alex Tagliani        | Forsythe Racing          | 3    | 1.40,260 |
| 15    | Christian Fittipaldi | Newman/Haas Racing       | 8    | 1.40,902 |
| 16    | Juan Pablo Montoya   | Chip Ganassi Racing      | 12   | 1.41,097 |
| 17    | Maurício Gugelmin    | PacWest Racing           | 10   | 1.41,044 |
| 18    | Michel Jourdain Jr.  | Bettenhausen Motorsports | 21   | 1.42,417 |
| 19    | Michael Andretti     | Newman/Haas Racing       | 4    | 1.40,401 |
| 20    | Gualter Salles       | Dale Coyne Racing        | 25   | 1.44,436 |
| 21    | Patrick Carpentier   | Forsythe Racing          | 19   | 1.42,277 |
| 22    | Shinji Nakano        | Walker Racing            | 23   | 1.43,206 |
| 23    | Tarso Marques        | Dale Coyne Racing        | 22   | 1.43,106 |
| 24    | Luiz Garcia Jr.      | Arciero Racing           | 24   | 1.43,305 |
| 25    | Gil de Ferran        | Marlboro Team Penske     | 2    | 1.40,154 |